# Porte d'Asnières
De Porte d'Asnières is een toegangslocatie (porte) tot de stad Parijs, en is gelegen in het noordwestelijke 17e arrondissement aan de Boulevard Périphérique.
De porte d'Asnières ligt op 1000 meter ten westen van de porte de Clichy en op 600 meter ten oosten van de porte de Courcelles. Het was oorspronkelijk gevestigd aan de boulevard Berthier, aan een uitbreiding van de boulevard Malesherbes, en het ligt sinds de bouw van ringweg buiten de Avenue de la Porte d'Asnières aan de boulevard du Fort de Vaux. De deur van Asnieres was het vertrek van de voormalige RN 309 (stroom RD 909).